# کاج کلرادو
 کاج کلرادو(نام علمی: Pinus edulis) نام یک گونه از سرده کاج است.
برگ‌های این درخت سوزنی شکل و به صورت جفت هستند و بین ۳٫۵ تا ۵ سانتیمتر طول دارند. این برگ‌های سوزنی شکل در ۲ سطح داخلی و خارجی شامل روزنه‌هایی هستند که در سطح داخلی سفید رنگ هستند.
گل‌های این کاج تک جنسی هستند. گلهای نر، قرمز رنگ و استوانه‌ای شکل بوده و بیشتر نزدیک به پایان شاخه‌ها قرار دارند گلهای ماده متمایل به ارغوانی می‌باشند و در نوک شاخه‌ها قرار دارند.
مخروط‌های این گیاه گرد هستند و بین ۳ تا ۵ سانتیمتر طول دارند. در ابتدا رنگ این مخروط‌ها سبز رنگ است و بعد از ۸ تا ۱۰ ماه که رسیده شدند به رنگ قهوه‌ای در می‌آیند.
این مخروط‌ها حاوی دانه‌هایی هستند که ۱۰ تا ۱۴ میلیمتر هستند. وقتی که مخروط‌ها رسیده شدند باز می‌شوند و دانه‌ها را به بیرون میریزند. این دانه‌ها در پاییز رسیده میشوند و خوراکی هستند.